# Harlem Shake

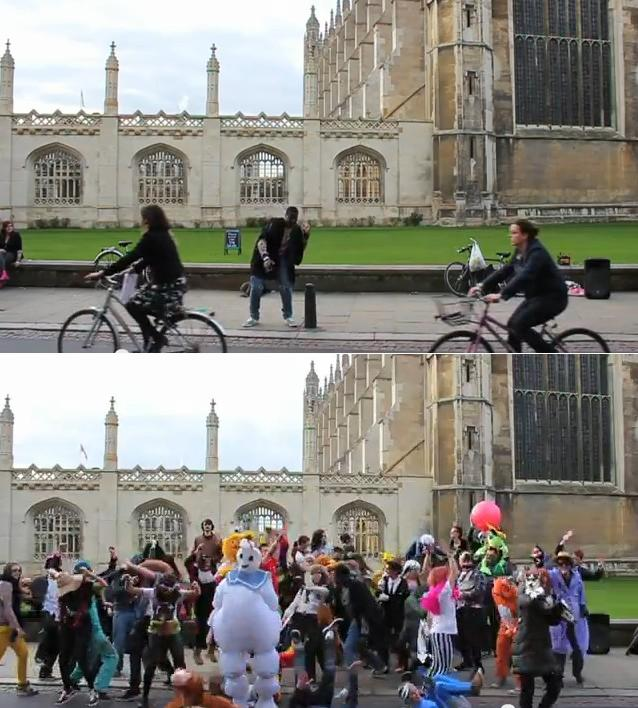
Zrzut ekranu z filmu przedstawiającego Harlem Shake w wykonaniu studentów z Cambridge

Harlem shake – rodzaj internetowego memu, charakteryzuje go specyficzny taniec, któremu towarzyszą kręcone przez internautów filmiki z podkładem utworu EDM, Harlem Shake, amerykańskiego wykonawcy muzycznego Baauera, który błyskawicznie zdobyły rzesze fanów na całym świecie.

## Historia
Modę na Harlem Shake zapoczątkował vlogger Filthy Frank znany na YouTube jako DizastaMusic, który w 2013 roku wrzucił do sieci pierwszy film z tańcem inspirowany piosenką amerykańskiego DJ-a o pseudonimie artystycznym Baauer. W tym samym dniu grupa pięciu nastolatków z Queensland znana też jako TheSunnyCoastSkate umieściła na platformie YouTube pierwszy filmik przypominający późniejsze memy. Wprowadzili oni między innymi cięcie w połowie filmiku i motyw z kaskiem.
W Polsce również powstało dużo memów Harlem Shake. Jednym z najpopularniejszych jest Harlem Shake powstały w warszawskim metrze. Są także popularne wśród klubów sportowych – pierwszy wykonała drużyna futbolu amerykańskiego z PLFA, Angels Toruń.

## Charakterystyka
Do 30-sekundowego utworu internauci kręcą filmiki, gdzie początkowo nic się nie dzieje, a jedna przebrana osoba zaczyna tańczyć w rytm muzyki. Po chwili następuje cięcie i tańczą już wszyscy bohaterowie, często przebrani za postaci z filmów, bajek, posiadający zwierzęce elementy (np. głowa konia, głowa kurczaka) lub w skąpych strojach, czy z nietypowymi przedmiotami. Pomysł podchwycili internauci z całego świata, tworząc swoje Harlem Shake’i. „Gorączka Harlem Shake” opanowała cały świat, a w okresie największej popularności memu w internecie pojawiało się nawet 4000 nowych filmików dziennie. Taniec wykonywali już studenci, norweska armia, pracownicy korporacji, ojcowie z dziećmi i wiele innych osób.